# Примгар
Примгар (енгл. Primghar) град је у америчкој савезној држави Ајова. По попису становништва из 2010. у њему је живело 909 становника.

## Демографија
Према попису становништва из 2010. у граду је живело 909 становника, што је 18 (2,0%) становника више него 2000. године.
| Група             | 2000.       | 2010.       |
| Белци             | 870 (97,6%) | 863 (94,9%) |
| Афроамериканци    | 0 (0,0%)    | 3 (0,3%)    |
| Азијати           | 10 (1,1%)   | 4 (0,4%)    |
| Хиспаноамериканци | 7 (0,8%)    | 20 (2,2%)   |
| Укупно            | 891         | 909         |